# Burro (juego)
El burro es un juego de naipes de la baraja española cuyo objetivo principal es conseguir cuatro cartas del mismo número. El número ideal de jugadores es de 4 a 8.

## Objetivo
El objetivo del juego consiste en quedarse sin cartas lo antes posible. Cada vez que uno de los jugadores pierde, se le asigna una letra de la palabra burro. El que antes llegue a completar la palabra, será el perdedor final del juego. El ganador final será el que no haya llegado a completar la palabra cuando los demás lo hagan.

## Técnicas
Hay varias técnicas para poder ganar al burro. Una de ellas, llamada amago, es colocar la mano en el centro de la mesa, diciendo otra palabra que no sea burro. Si algún jugador pone la mano en el centro, se le asignará una letra. En cambio, si nadie la pone, la letra se le asignará al jugador que haya realizado el amago. Otra técnica sería la mano mal puesta. Para ganar una partida se debe poner la mano boca abajo en el centro de la mesa. Si uno de los jugadores pone la mano boca arriba y sus contrincantes ponen su mano de cualquier forma se les asignará una letra, y si en algún caso no ponen su mano se le asignará una letra al que puso la mano boca arriba.

## Reglas del juego
Por lo general, se juega con las figuras (sotas, caballos, reyes y ases), si son 4 jugadores. Si se quisiera agregar otro jugador, se agrega otra figura.
Se dan cuatro cartas a cada uno y el objetivo es conseguir cuatro figuras iguales. Para esto se hará un 'draft'. Se toma una de las cartas y se dará boca abajo al jugador de la izquierda o de la derecha (previo acuerdo).
Cuando uno de los jugadores consiga las cuatro figuras, deberá poner la mano en el centro de la mesa y el resto deberá hacer lo mismo. Y el último se llevará la letra b de la palabra burro.